# رابرت مک‌کورمیک
رابرت مک‌کورمیک (Robert McCormick) (زادهٔ ۲۲ ژوئیه ۱۸۰۰ – درگذشتهٔ ۲۵ اکتبر ۱۸۹۰)، جراح کشتی در نیروی دریایی سلطنتی، کاوشگر و طبیعت‌گرا بریتانیایی بود.

## دوران زندگی
مک‌کورمیک در گریت یارموث، انگلستان چشم به جهان گشود. پدرش، رابرت مک‌کورمیک، از اهالی بالریگ، شهرستان تایرون و جراح نیروی دریایی بود. از سال ۱۸۲۱، مک‌کورمیک در لندن تحت نظر سر آستلی کوپر در بیمارستان سنت توماس و بیمارستان گایز به تحصیل در رشتهٔ پزشکی پرداخت و در سال ۱۸۲۲ دیپلم خود را گرفت سپس در سال ۱۸۲۳ به عنوان دستیار جراح به نیروی دریایی سلطنتی پیوست. او پیش از ترک نیروی دریایی به علت بیماری، به مدت دو سال در هند غربی خدمت کرد. پس از یک سال مأموریت درون یک کشتی در دریای شمال، در سال ۱۸۲۷، رابرت دستیار جراح در کشتی HMS هکلا به فرماندهی ویلیام ادوارد پری شد و به گروه کاوشگر پری در جستجوی قطب شمال پیوست. رابرت به سه مأموریت خارج از کشور رفت و در آن مأموریت‌ها احساس کرد که مورد قدردانی قرار نگرفته‌است که در نتیجه در زمرهٔ «ترک خدمت» قرار گرفت که در اصطلاح نیروی دریایی به معنای نارضایتی یا ناسازگاری شخصی بود.
پیش از شروع سال ۱۸۳۰، رابرت مرخصی با حقوق انتظار خدمت گرفت و در سخنرانی‌های تاریخ طبیعی رابرت جیم‌سان در دانشگاه ادینبورگ شرکت کرد. این سخنرانی‌ها توسط نیروی دریایی حمایت می‌شد و مک‌کورمیک احساس نمود که «فقط اسکاتلندی‌ها فرصت این را دارند که رئیس بخش ما شوند». مک‌کورمیک همچنین در کلاس‌های خدمات پزشکی، مامایی، گیاه‌شناسی و شیمی شرکت کرد و رشتهٔ جراحی را از جان لزارز آموخت. در می ۱۸۳۱، مک‌کورمیک به لندن بازگشت، جاییکه فرانسیس بوفورت به دنبال پرسنل مناسب برای سفری اکتشافی به آمریکای جنوبی بود. مک‌کورمیک واجد شرایط به نظر می‌رسید و به عنوان جراح برای دومین سفر کشتی اچ‌ام‌اس بیگل، تحت فرماندهی کاپیتان رابرت فیتزروی استخدام شد. مک‌کورمیک تصور می‌کرد که این موقعیت می‌تواند، فرصتی به عنوان یک طبیعت‌شناس در اختیار او قرار دهد، به‌طوری که جیمسون در نوامبر به او نامه نوشت و توصیه‌های دقیق و مفصلی به او کرد که چطور از «فرصت‌های بی‌شماری» که این «سفر اکتشافی» برای «پیشرفت تاریخ طبیعی» فراهم می‌کند، نهایت استفاده را نماید. مک‌کورمیک کاملاً انتظار داشت که مجموعه‌ای بزرگ از تاریخ طبیعی با ارزش اجتماعی قابل توجه‌ای را گردآوری کند و به عنوان یک طبیعت‌شناس کاوشگر مشهور شود.
در حالی که آماده‌سازی تدارکات کشتی بیگل تا اواخر اکتبر ادامه داشت، مک‌کورمیک با چارلز داروین ملاقات کرد که در کشتی جایگاهی غیررسمی به عنوان یک طبیعت‌شناس-سرمایه‌گذار به او داده شده بود که می‌توانست، همسفر کاپیتان فیتزروی شود. داروین به استاد دانشگاه خود، جان استیونز هنسلو دربارهٔ مک‌کورمیک نوشت: «دوستم آقای دکتر، آدم احمقی است، اما ما خیلی دوستانه پیش می‌رویم، در حال حاضر او در رنج و عذاب به سر می‌برد که آیا کابینش را خاکستری کند یا سفید. به غیر از این موضوع، چیز دیگری از او نمی‌شنوم». زمانی که سفر شروع شد، اولین ورود آنها به خشکی در ژانویهٔ ۱۸۳۲ به جزیرهٔ سانتیاگو در جزایر کیپ ورد بود. مک‌کورمیک و داروین با هم به دور و اطراف جزیره رفتند و داروین که تحت تأثیر ایده‌های چارلز لایل در زمین‌شناسی بود، شیوه و روش مک‌کورمیک را قدیمی می‌پنداشت. «او فیلسوفی نسبتاً با سبک قدیمی و از مُد افتاده بود؛ در جزیرهٔ سانتیاگو به نقل از خودش، او دو هفتهٔ اول را به اظهارات کلی پرداخت و در طول دو هفتهٔ آخر، اطلاعات خاصی را جمع‌آوری کرد». زمانی که فیتزروی، بدون آنکه به مک‌کورمیک فرصت گردآوری را بدهد، داروین را به خشکی برد، مک‌کورمیک بیش از پیش دلسرد و ناامید شد. آخرین تیرخلاص در ریودوژانیرو در آوریل ۱۸۳۲ زده شد، زمانی که فیتزروی ترتیبی داد که مجموعهٔ داروین بسته‌بندی و به انگلستان فرستاده شود. مک‌کورمیک ترک خدمت کرد و در خاطرات خود در سال ۱۸۸۴ خاطرنشان می‌کند، «از آنجاییکه خودم را در موقعیتی اشتباه در یک کشتی کوچک و بسیار آزاردهنده قرار دادم، و توقعاتم از انجام فعالیت‌های تاریخ طبیعی برآورده نشد و همچنین برای رسیدن به ساحل و جمع‌آوری مجموعه مدام با مشکل مواجه شدم، از دریاسالار و فرماندهٔ این ایستگاه اجازهٔ مرخصی گرفتم و قرار شد با کشتی اچ‌ام‌اس تاین به خانه بازگردم».
پس از آن مک‌کورمیک میان سال‌های ۱۸۳۹ و ۱۸۴۲ به عنوان جراح در سفر اکتشافی قطب جنوب به فرماندهی جیمز کلارک راس شرکت کرد. در آخرین سفر، کارهای طبیعت‌شناسی بیشتر توسط جوزف دالتون هوکر انجام شد و مک‌کورمیک به کمک توماس آبرنتی بر زمین‌شناسی و جمع‌آوری پرندگان متمرکز بودند.
در ۲۶ اوت ۱۸۴۴، مک‌کورمیک به عضویت کالج سلطنتی جراحان درآمد.
مک‌کورمیک همچنین در جست‌وجوی جان فرانکلین، یک گروه تجسس ناموفق را رهبری کرد. در سال ۱۸۸۴، او شرح حالی از زندگی خود با نام سفرهای اکتشافی در دریاهای قطب شمال و قطب جنوب و در سراسر جهان را منتشر کرد.

## میراث
هوارد ساندرز به یاد رابرت مک‌کورمیک، قاپوی/اسکوای قطب جنوب (پرنده‌ای دریایی) را به نام او نام‌گذاری کرد. مک‌کورمیک این نمونه را در ۱۲ ژانویه ۱۸۴۱ در جزیرهٔ پوزشن، سرزمین ویکتوریا، قطب جنوب شناسایی کرده بود.
خلیج مک‌کورمیک در جزیرهٔ دوون، در نزدیک منطقه‌ای که مک‌کورمیک در جستجوی گروه گمشدهٔ فرانکلین بود، به افتخار او نام‌گذاری شده‌است. رابرت پیری، آبدرهٔ مک‌کورمیک در شمال غربی گرینلند را به افتخار او نام‌گذاری کرد.

## ارجاعات
1. 1 2  Laughton 1893.
2. ↑  Browne 1995, pp. 204–205.
3. ↑  Browne 1995, p. 205.
4. ↑  "Letter 144 — Darwin, C. R. to Henslow, J. S. , 30 (Oct 1831)". Darwin Correspondence Project.
5. ↑  (Keynes 2001، صص. 26–28)
6. ↑  "Letter 171 — Darwin, C. R. to Henslow, J. S. , 18 May & 16 June 1832". Darwin Correspondence Project. Retrieved 2010-08-01. as for the Doctor he has gone back to England. —as he chose to make himself disagreeable to the Captain & to Wickham He was a philosopher of rather an antient date; at St Jago by his own account he made general remarks during the first fortnight & collected particular facts during the last.
7. ↑  Keynes 2001, p. 61..
8. ↑  Burstyn, Harold L. (1975). "If Darwin Wasn't the Beagle's Naturalist, Why Was He on Board?". The British Journal for the History of Science. 8 (1): 62–69. doi:10.1017/s0007087400013704.
9. ↑  l McCormick, Robert – Biographical entry – Plarr's Lives of the Fellows Online
10. ↑  Johnson 1982.